# Sotto le stelle della California
Sotto le stelle della California (Under California Stars) è un film del 1948 diretto da William Witney.
È un film western statunitense a sfondo musicale con Roy Rogers, Jane Frazee e Andy Devine.

## Trama
Rogers affronta una banda che ha rapito il suo cavallo Trigger e che lo tiene in ostaggio.

## Produzione
Il film, diretto da William Witney su una sceneggiatura di Paul Gangelin e Sloan Nibley con il soggetto dello stesso Gangelin, fu prodotto da Edward J. White per la Republic Pictures e girato a Santa Clarita e a Los Angeles in California.

## Colonna sonora
- Under California Stars - scritta da Jack Elliott, cantata da Roy Rogers, Jane Frazee e dai Sons of the Pioneers
- Rogers, King of the Cowboys - scritta da Jack Elliott, cantata da Andy Devine e dai Sons of the Pioneers
- Dust - scritta da Johnny Marvin, cantata da Roy Rogers e dai Sons of the Pioneers
- Serenade To a Coyote - scritta da Andy Parker, cantata dai Sons of the Pioneers
- Little Saddle Pal - scritta da Jack Elliott, cantata da Roy Rogers e dai Sons of the Pioneers

## Distribuzione
Il film fu distribuito con il titolo Under California Stars negli Stati Uniti dal 30 aprile 1948 al cinema dalla Republic Pictures.
Altre distribuzioni:
- in Finlandia il 25 agosto 1950 (Kalifornian tähtien tuikkiessa)
- in Brasile (Balas Traiçoeiras)
- in Italia (Sotto le stelle della California)